# M 47 (звёздное скопление)
Рассеянное скопление M 47 (также известное как Объект Мессье 47 или NGC 2422) — рассеянное звёздное скопление в созвездии Кормы.

## История открытия
Скопление было открыто Джованни Баттиста Годиерна до 1654 и независимо открыто Шарлем Мессье 19 февраля 1771 года.

## Интересные характеристики
M47 находится на расстоянии приблизительно 1600 световых лет от Земли. Его предполагаемый возраст приблизительно 78 миллионов лет. Скопление содержит приблизительно 50 звёзд, самые яркие из которых обладают звёздной величиной 5,7.

## Наблюдения
В отсутствии посторонней засветки (от Луны и городского освещения) скопление M 47 доступно для обнаружения невооруженным глазом пятью градусами южнее α Единорога. Оно выглядит как туманная неяркая звездочка. В хороший бинокль скопление представляется как тесная кучка из десятка звезд (в полутора градусах на запад от диффузного пятна M 46). В телескоп умеренной апертуры (127—180 мм) скопление разрешается на пять десятков разных по яркости звезд на площади неба примерно равной диску Луны. Самые яркие десять звезд образуют рисунок какого-то кособокого сосуда или не очень симметричной бабочки. Две из ярких звезд — двойные (одна тесная, другая довольно широкая).

### Соседи по небу из каталога Мессье
- M 46 — (восточнее в полутора градусах) скопление более богатое, но собранное из более тусклых и одинаковых по яркости звезд;
- M 93 — (10 градусов южнее) более тусклое и компактное скопление — интересное для наблюдения в апертурный телескоп;
- M 48 — (далеко на северо-восток, в Гидре) богатое и яркое, более доступное для наблюдений скопление;
- M 50 — (на северо-запад, в Единороге) компактное скопление в форме 8-ки;
- M 41 — (на запад, в Большом Псе под Сириусом) очень богатое и яркое скопление, которое как будто наблюдали ещё во времена Аристотеля

### Последовательность наблюдения в «Марафоне Мессье»
…M 93 → M 46 → M 47 → M 48 → M 67…